# Cecil Jay

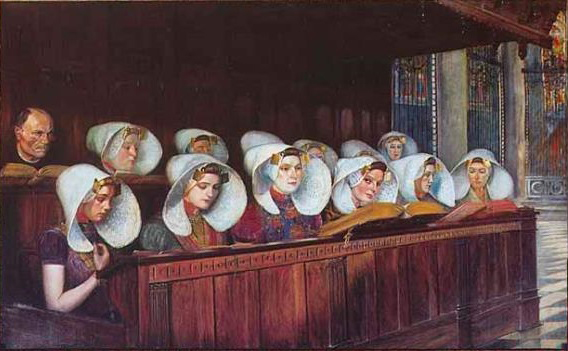
De begijnen van Goes bij de kerkdienst. In de derde vrouw van rechts, voorste rij, die de kijker in de ogen ziet, schildert Jay haar zelfportret.

Cecil Jay (Londen, 1880 - Oxford, 1954) was een Engels-Amerikaans kunstschilderes. In 1902 sloot ze zich aan bij de Egmondse School van George Hitchcock, met wie ze in 1905 zou trouwen.

## Leven en werk
Jay studeerde aan de Royal College of Art en later aan de school van Hubert von Herkomer in Bushey. Ze legde zich aanvankelijk vooral toe op de miniatuurschilderkunst en exposeerde bij de Royal Academy of Arts. Daar verdiende ze een studiebeurs, waarmee ze in 1902 op aanraden van James Jebusa Shannon naar Egmond aan Zee trok, waar George Hitchcock een "Summer School" leidde, later bekend geworden als de Egmondse School. Jay en Hitchcock werden verliefd en in 1905 scheidde Hitchcock van zijn vrouw Henriette, om in hetzelfde jaar nog te hertrouwen met Jay. Vervolgens vertrok het paar naar Parijs, maar tot aan Hitchcocks dood in 1913 zouden ze beiden nog vaak naar Nederland komen om te schilderen. In hun woonboot "The Tulip" voeren ze dan door Noord-en Zuid-Holland en door Zeeland. Van Jay zijn doeken bekend die ze maakte in Veere, Edam en Marken. Ze schilderde typisch Hollandse thema's, genrewerken zowel als miniaturen, vaak met vrouwfiguren in klederdracht in een door het impressionisme beïnvloede stijl.
Tussen 1907 en 1913 stelde Jay haar werken diverse keren tentoon op de Parijse salon. In 1914 exposeerde ze nog bij de National Academy of Design en in 1915 op de Panama-Pacific International Exposition te San Francisco. Daarna zijn er bijzonder weinig gegevens van haar bekend. Sommige bronnen geven 1930 als sterftejaar, Peter van den Berg schrijft in zijn boek over de Egmondse School dat ze in 1954 te Oxford overleed aan de ziekte van Parkinson.
Een portret dat Jay maakte van haar man George Hitchcock bevindt zich in de collectie van de National Academy. Ook de Walker Art Gallery te Liverpool, waar ze meermaals exposeerde, heeft werk van haar in bezit.

## Hollandse werken

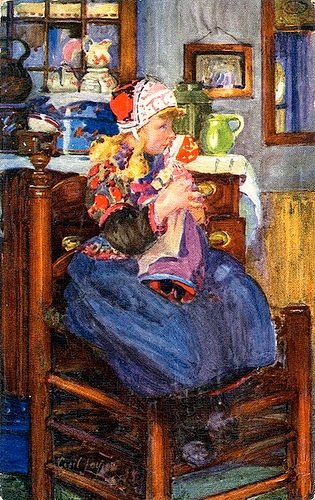
Dutch Girl with a Doll
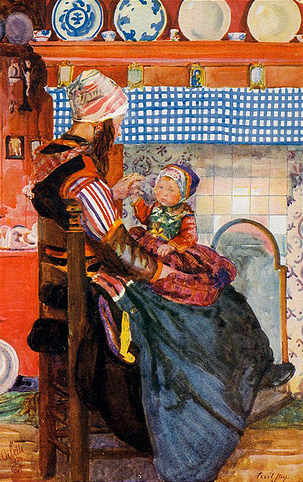
Dutch Mother and Child
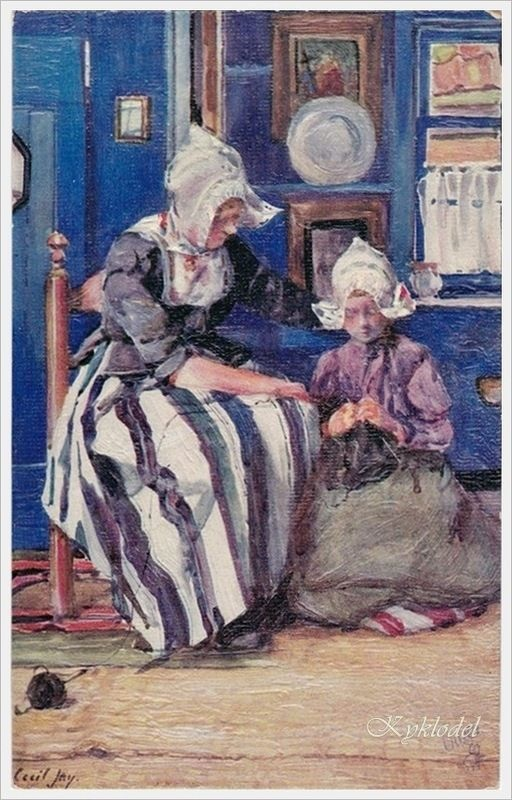
Knitting Lesson
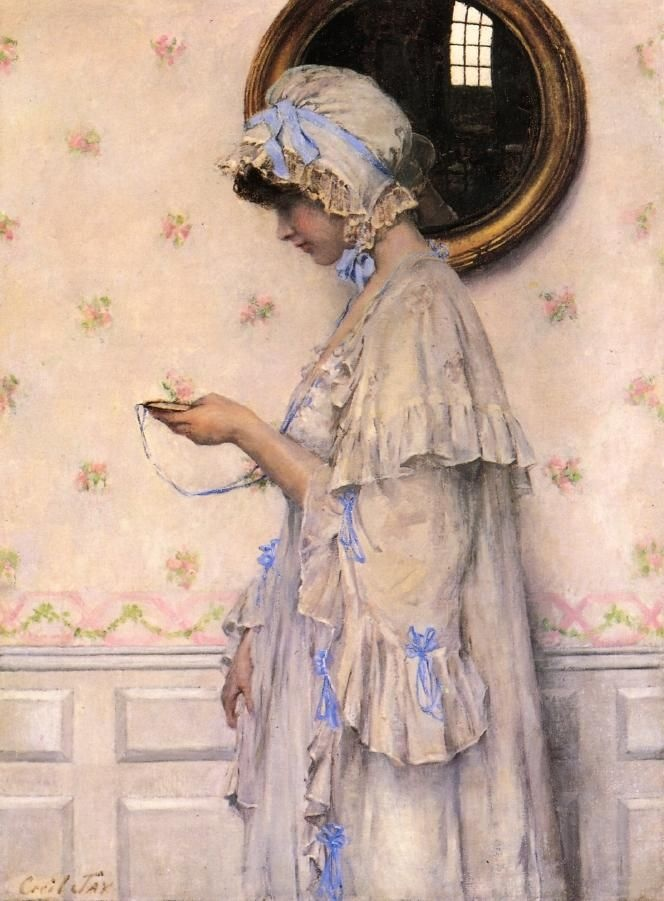
The Miniature
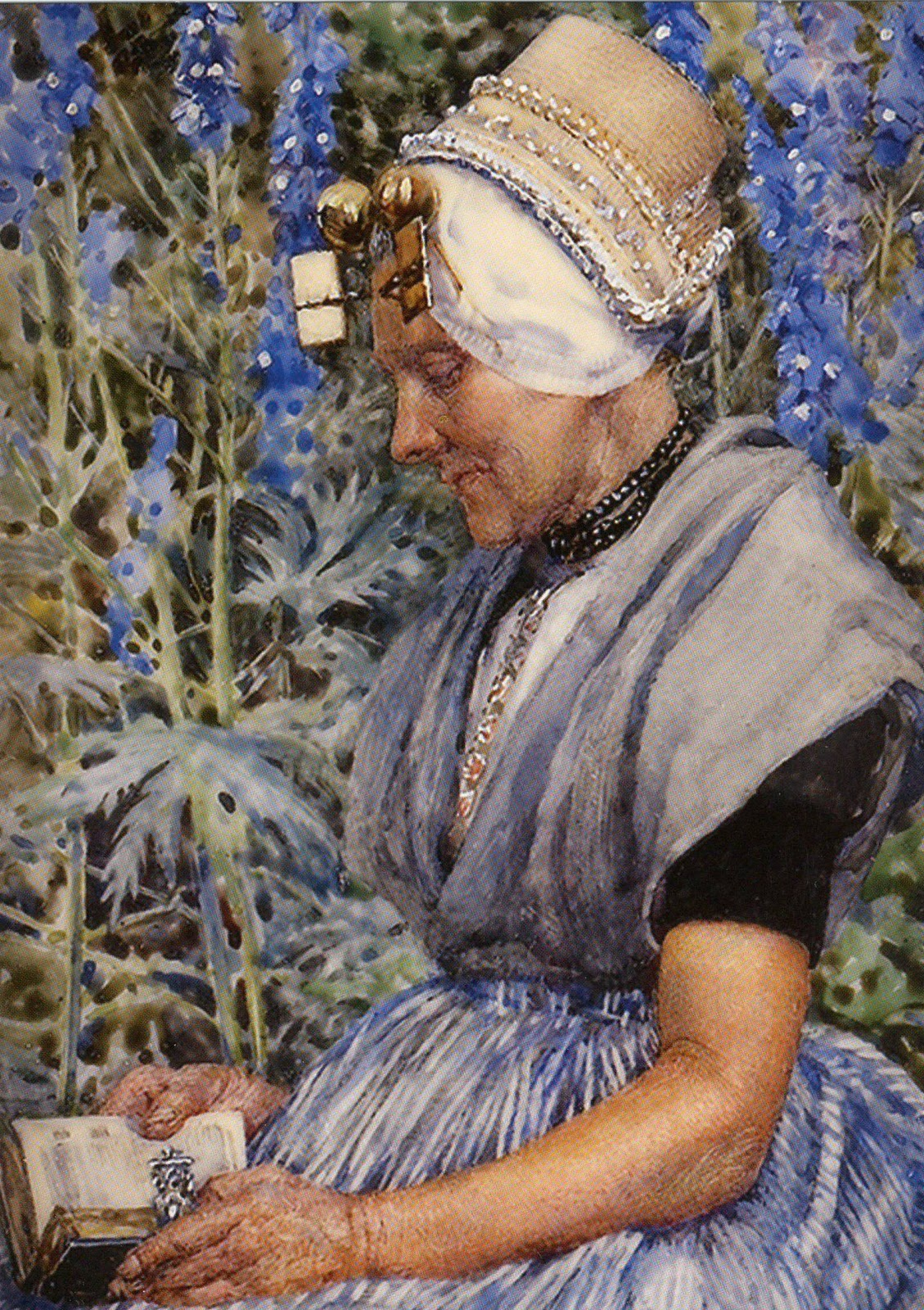
Portrait of a Dutch Woman
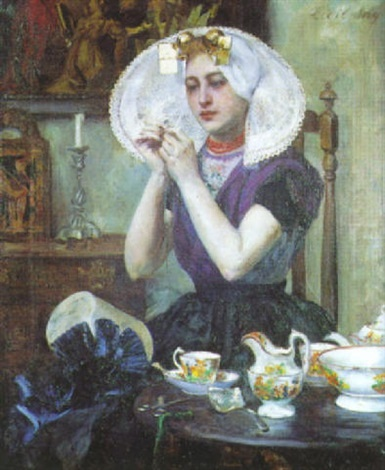
La Dentelliere